# Lycoriella agraria
Lycoriella agraria är en tvåvingeart som först beskrevs av Ephraim Porter Felt 1898.  Lycoriella agraria ingår i släktet Lycoriella och familjen sorgmyggor. Inga underarter finns listade i Catalogue of Life.